# Tony Boeckel
Norman Doxie "Tony" Boeckel (Los Ángeles, 25 de agosto de 1892 - La Jolla, 16 de febrero de 1924) fue un beisbolista estadounidense que jugó seis temporadas con los Pittsburgh Pirates y los Boston Braves de la Liga Nacional (NL). Era un jugador activo de las Grandes Ligas de Béisbol (MLB) cuando falleció en un accidente automovilístico.

## Primeros años
Nació en 1892 en Los Ángeles, California. Jugó béisbol de ligas menores para varios equipos antes de su carrera en la MLB. La carrera de ligas menores de Boeckel comenzó con los Productores de Stockton de la Liga Estatal de California. Dividió la temporada de 1914 entre Stockton y los Tacoma Tigers de la Northwestern League. Se mudó a otro equipo de la Northwestern League, Great Falls Electrics, para 1916 y parte de 1917. Las estadísticas de ligas menores de Boeckel solo están completas para 1913, cuando bateó para un promedio de bateo de .268 en 115 juegos y cometió 49 errores en 579 oportunidades totales.

## Carrera
En 1917, Boeckel hizo su debut en la MLB con los Pittsburgh Pirates. Durante su primer juego, tuvo que ser retirado del campo después de haber sufrido una insolación. Regresó al campo dos días después y fue golpeado en la cabeza por una línea. La herida en la cabeza requirió varios puntos y se perdió otra semana de juego. Jugó en 65 juegos para Pittsburgh ese año, bateando .265 y anotando 23 carreras impulsadas (RBI).
Antes de la temporada de 1918, Boeckel perdió 15 libras (6,8 kg). El técnico de Pittsburgh, Hugo Bezdek, se mostró complacido y dijo que el peso de Boeckel había sido un impedimento el año anterior. Sin embargo, Boeckel se perdió la temporada después de alistarse en la marina. Pittsburgh adquirió al tercera base Walter Barbare en 1919, por lo que el equipo colocó a Boeckel como agente libre a principios de la temporada. Los Boston Braves lo obtuvieron de las exenciones. Entre los dos equipos, Boeckel apareció en 140 juegos esa temporada. Fue uno de los tres jugadores de la Liga Nacional en alcanzar esa cantidad de juegos jugados.
En 1920, Boeckel tuvo once turnos al bate en el juego récord de 26 entradas entre los Bravos y los Brooklyn Dodgers. Su sencillo en la sexta entrada representó la única carrera impulsada de Boston y el juego luego se declaró empatado cuando se volvió demasiado oscuro para continuar.
Boeckel alcanzó los máximos de su carrera en varias categorías ofensivas en 1921. Bateó .313 con 10 jonrones y 84 carreras impulsadas. También registró 20 bases robadas, casi igualando su récord personal de 21 robos. En 1922, Boeckel luchó con una lesión en el dedo del pie. Agravó la lesión durante la siguiente pretemporada, pero un informe periodístico en ese momento lo llamó "un gran jugador de pelota cuando el veterano tiene razón". Un jugador universitario llamado Arthur Conlon desafió brevemente a Boeckel por la posición de tercera base en 1923, pero el juego de Conlon fracasó y Boeckel siguió siendo el titular.
Boeckel luchó en ocasiones con percances defensivos. Lideró la liga tres veces (1920, 1921 y 1923) en errores de un antesalista. Boeckel jugó con los Braves de 1919 a 1923; durante esas temporadas, el equipo no terminó por encima del cuarto lugar en la clasificación de la liga.

## Fallecimiento
El 15 de febrero de 1924, Boeckel resultó gravemente herido en un accidente automovilístico en San Diego. (Un amigo, el jardinero de los New York Yankees, Bob Meusel, resultó ileso). Falleció al día siguiente a la edad de 31 años.
El secretario del club de los Braves, Edwin L. Riley, se refirió a la muerte de Boeckel como una "pérdida personal real" e indicó que Boeckel también era cercano al presidente del club, Christy Mathewson. Los Braves usaron bandas de luto en 1924 para honrar a Boeckel. Posteriormente, se dedicó una tableta de bronce en Braves Field a la memoria de Boeckel.